# 練馬区教育委員会
練馬区教育委員会（ねりまくきょういくいいんかい）は、東京都区部のひとつである練馬区の行政組織。
練馬区内の教育、スポーツ振興、文化財等に関する事務を扱う行政委員会である。

## 所在地
- 教育委員会、教育委員会事務局
  - 東京都練馬区豊玉北6丁目12番1号 練馬区役所内
- 学校、学校校外施設、幼稚園、図書館、郷土博物館、ユースセンター、スポーツ施設については練馬区を参照のこと。

## 教育委員
- 教育長と4名の教育委員で構成される。
- 教育長および教育委員は練馬区長が練馬区議会の同意を得て任命する。
- 任期は教育長が3年、教育委員が4年である。
- 現在の教育長である堀和夫氏は、任期満了で退任した河口浩氏の後任として、2021年7月1日に任命された[1]。

## 個人情報の不適切な取り扱い
2020年6月17日、練馬区教育委員会は、区立小中学校長に対し、「SNS練馬区ルール」リーフレットへの記入・提出を児童・生徒に求めるよう通知した。
本リーフレットには、SNSのパスワードの記入欄が設けられていた。
練馬区教育委員会事務局の報告によると、同年7月22日時点で、区内小中学校の実に約20%がこのリーフレットを回収し、記入状況を確認した。
合わせて、リーフレットの回収・記入状況の確認を行っていない学校に対しては、「作成状況の点検等の事後指導の充実を今後進めていく必要がある」として問題視している。
同年8月20日、練馬区教育委員会は、区立小中学校長に対し、「SNS練馬区ルール」リーフレットの個人パスワードを記載する箇所について、該当箇所を未記載で提出するよう促すなどの対応を取るよう通知した。
練馬区いじめ等対応支援チーム連絡協議会の議事録によると、これは、「パスワードをここに書いては、パスワードの意味がないのではないかと。まして、これを学校が集めるというのは、提出して集めるというのはいかがなものかと」という指摘に配慮したものであった。
2021年11月19日、区立中学校1校において、「SNS練馬区ルール」リーフレットへの記入・提出を児童・生徒に求めた。
同月30日、保護者からの連絡により、2020年8月の通知に関する説明を失念していたことが発覚した。
同年12月3日、練馬区は、2020年6月時点の通知に準じた指導を「個人情報の不適切な取扱い」とみてプレスリリースを出した。
この中で、「当該中学校は、各家庭にあてて謝罪の文書を送付しました」と報告する一方、「パスワードの漏洩は発生しておりません」と主張した。